# Mettenheim (Rheinhessen)

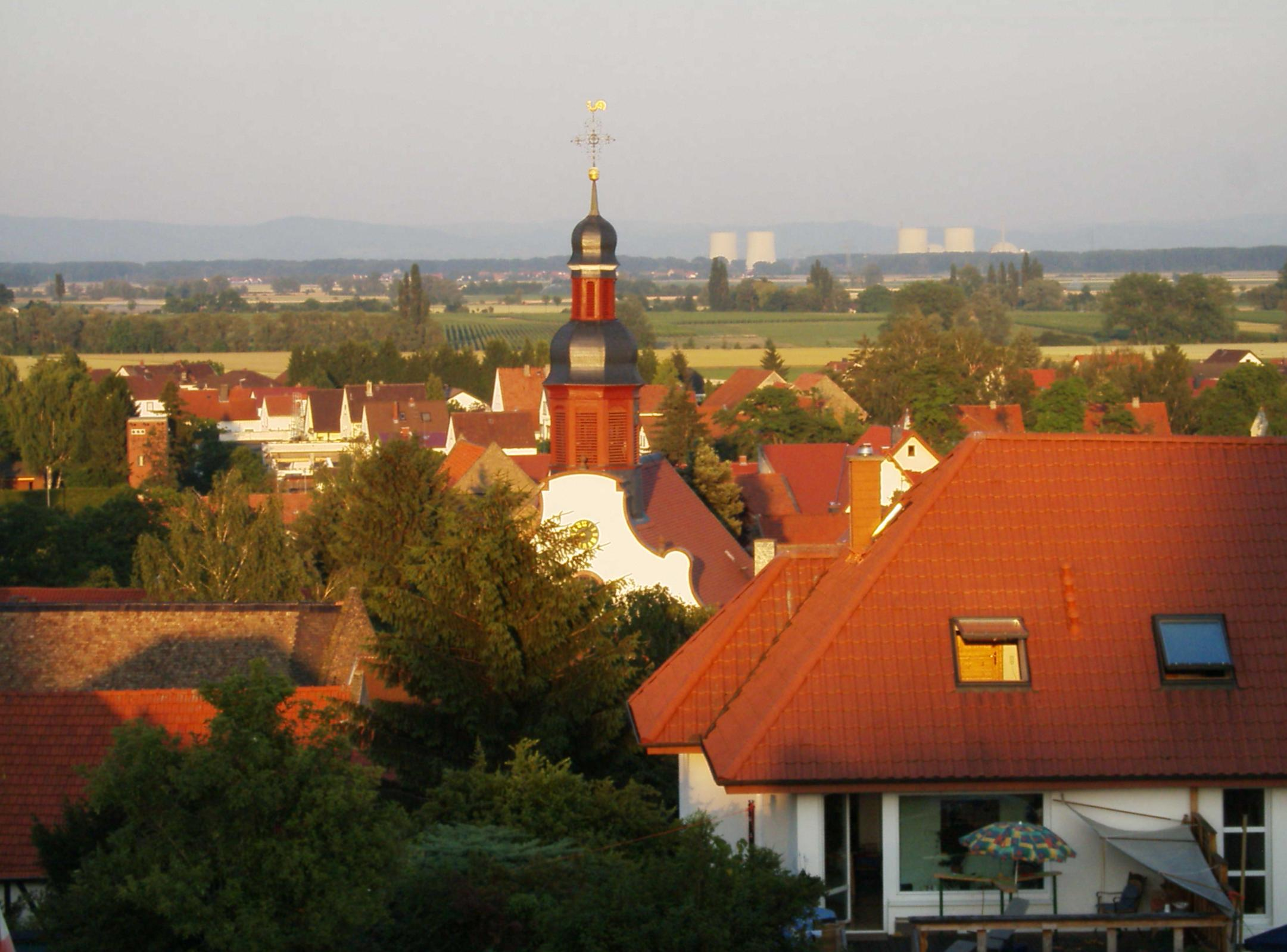
Mettenheim

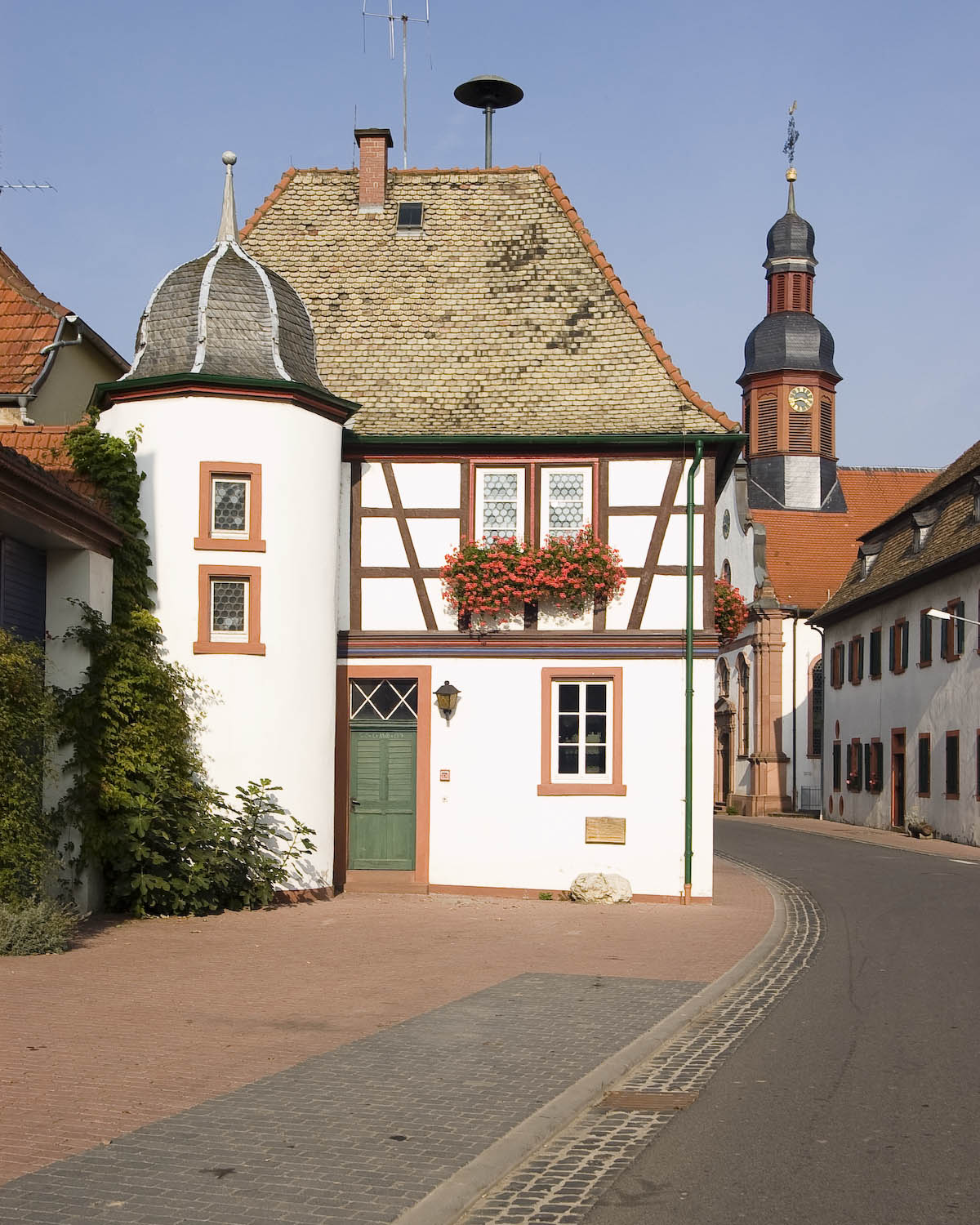
Das Rathaus in Mettenheim

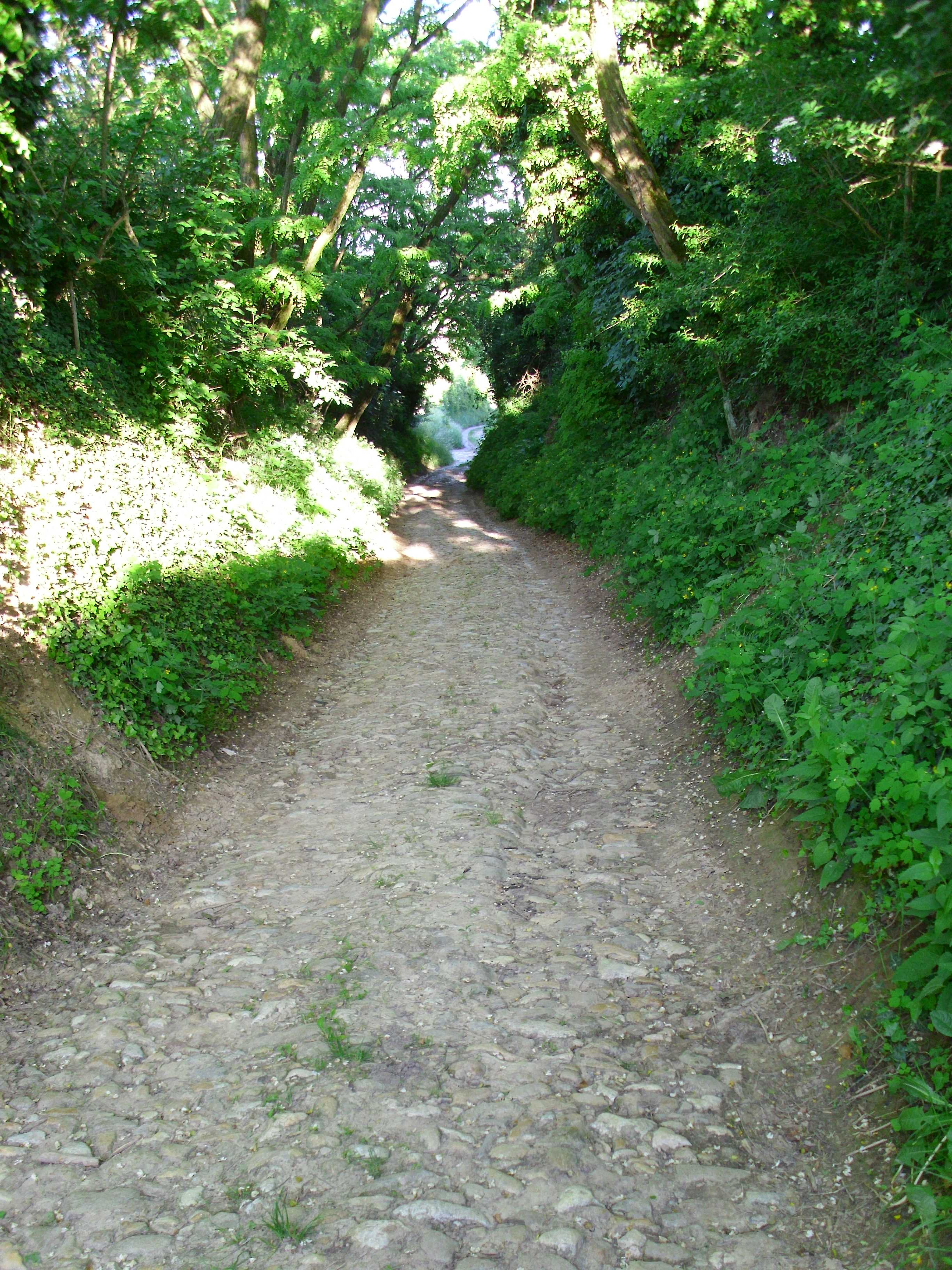
Alter Hohlweg am Berghang in Mettenheim

Mettenheim (Dialekt: [ˈmɛtʁəm] ) ist eine Ortsgemeinde im Landkreis Alzey-Worms in Rheinland-Pfalz. Sie gehört der Verbandsgemeinde Eich an.

## Geographie
Die Gemeinde liegt rund zehn Kilometer nördlich von Worms. Nachbargemeinden sind Alsheim im Norden, Eich und Gimbsheim im Osten, Osthofen im Süden sowie Bechtheim im Südwesten. Zu Mettenheim gehört auch der Wohnplatz Sandwoogbrücke.

### Klima
Der Jahresniederschlag beträgt 558 mm.

## Geschichte
In karolingischer Zeit sind Mettenheimer Güter in den Regierungszeiten von Pippin dem Jüngeren, Karl dem Großen und Ludwig dem Frommen an folgende Lorscher Äbte übereignet worden: Gundeland (765–778), Richbod (784–804), Adalung (804–837) und Titroch (864/865–876). Im Kopialbuch des Lorscher Codex sind 13 Schenkungen und zwei Verkäufe an das Kloster Lorsch vermerkt.
Die ältesten Erwähnungen stammen aus der Zeit 765 bis 766, genaue Daten sind nicht bekannt:
- Helmgar schenkte einen Weinberg in Mettenheim (Urkunde 1829)
- Hegleduin schenkte einen Weinberg in Mettenheim (Urkunde 1834)

Bei den beiden Verkäufen konnten damals folgende Preise erzielt werden:
- Für einen Weinberg erhielt Erlefrid und Rucher acht Schilling in bar, um 770 (Urkunde 1830)
- Für einen Weinberg erhielt Heribald ein halbes Pfund Silber, 16. Juli 826 (Urkunde 1832)

Die damaligen Weinberge bestanden nur aus wenigen Zeilen.
Drei Grafen hatten Besitz in Mettenheim, der mit Schenkungen belegt ist:
- Graf Gerold (Gerold von Anglachgau) und Frau Imma schenkten am 1. Juli 784 ihren umfangreichen Besitz im Worms-, Laden-, Angel-, Kraich- und Ufgau und damit auch ihre unbestimmten Güter in Mettenheim (Urkunde 1880). - Gerold und Imma sind über ihre Tochter Hildegart Schwiegereltern von Karl dem Großen.
- Graf Rubert IV. (Robert der Tapfere) Sohn des Grafen Rubert III. (Rutpert III. (Oberrheingau)) schenkte 836 zwei Hofreiten mit Huben, 48 Joch Ackerland, 13 Tagwerk Rebpflanzungen und Wiesen für sechs Fuder Heu (Urkunde 1826).
- Graf Mengoz (Megingoz im Wormsgau) und Neffe Uodo übergeben 876 eine Hofreite (Urkunde 1835).[5]

Das Dorf zählte ursprünglich zu den Besitzungen der Bischöfe von Worms, war aber schon in früher Zeit den Grafen Leiningen zu Lehen gegeben, die es später zu den Stammgütern ihres Hauses zählten. 1393 wird eine Burg zu Mettenheim genannt, die ihr Eigentümer, der Kämmerer und Ritter von Fleckenstein, damals der Stadt Worms verkaufte. Das Kloster Otterberg war im Ort begütert.
Gegen Ende des 17. Jahrhunderts ging das Dorf und das Schloss in den Besitz des Frankfurter Kaufmanns Canpoing, und von diesem 1709 wieder in die Hände der Grafen von Wartenberg (Kolb von Wartenberg) über. Das Schloss wurde 1793 von französischen Revolutionstruppen zerstört.
Mettenheim blieb bis zum Ende des 18. Jahrhunderts im Besitz der Grafen von Wartenberg. Von 1798 bis 1814 gehörte der Ort zum Kanton Bechtheim im französischen Departement Donnersberg. Aufgrund der 1815 auf dem Wiener Kongress getroffenen Vereinbarungen und einem 1816 zwischen dem Großherzogtum Hessen, Österreich und Preußen geschlossenen Staatsvertrag kam die Region und damit auch Mettenheim zum Großherzogtum Hessen und wurde von diesem der Provinz Rheinhessen zugeordnet. Nach der Auflösung der rheinhessischen Kantone kam der Ort 1835 zum neu errichteten Kreis Worms, zu dem er bis 1969 gehörte.
Im Mai 1958 feierte das Weindorf Mettenheim ein Bier-Volksfest in Erinnerung an Jacob Best, dem Ahnherrn und Gründer des größten amerikanischen Bierkonzerns. Dessen Konzern füllte in diesem Jahr seit Gründung 100 Millionen Fass Bier ab.
Bevölkerungsentwicklung
Die Entwicklung der Einwohnerzahl von Mettenheim; die Werte von 1871 bis 1987 beruhen auf Volkszählungen:
| Jahr | Einwohner |
| ---- | --------- |
| 1815 | 596       |
| 1835 | 851       |
| 1871 | 720       |
| 1905 | 734       |
| 1939 | 834       |
| 1950 | 1.031     |
| 1961 | 989       |

| Jahr | Einwohner |
| ---- | --------- |
| 1970 | 1.015     |
| 1987 | 919       |
| 1997 | 1.288     |
| 2005 | 1.559     |
| 2011 | 1.508     |
| 2017 | 1.672     |
| 2023 | 1.705     |

## Politik

### Gemeinderat
Der Gemeinderat in Mettenheim besteht aus 16 Ratsmitgliedern, die bei der Kommunalwahl am 9. Juni 2024 in einer personalisierten Verhältniswahl gewählt wurden, und dem ehrenamtlichen Ortsbürgermeister als Vorsitzendem.
Die Sitzverteilung im Gemeinderat:
| Wahl | CDU | FWG | WGR 1 | WGR 2 | Gesamt   |
| ---- | --- | --- | ----- | ----- | -------- |
| 2024 | 6   | 10  | -     | -     | 16 Sitze |
| 2019 | 5   | 11  | –     | –     | 16 Sitze |
| 2014 | 7   | 9   | –     | –     | 16 Sitze |
| 2009 | 2   | 6   | 2     | 6     | 16 Sitze |
| 2004 | 2   | 5   | 7     | 2     | 16 Sitze |

- FWG = Freie Wählergemeinschaft Mettenheim e. V.

### Bürgermeister
- Christoph Reichert (im 19. Jahrhundert)
- 1948–1960: Johann Georg Friedrich Karl Reichert (1898–1977)
- 1979–1989: Georg Thomas
- 1989–2014: Leo Jugenheimer (SPD)
- 2014–2019: Maximilian Abstein (CDU)
- seit 2019: Wilfried Eichner (FWG)

Bei der Kommunalwahl am 26. Mai 2019 wurde Wilfried Eichner mit einem Stimmenanteil von 77,79 % gewählt und ist damit Nachfolger von Maximilian Abstein, der nicht mehr kandidiert hatte. Bei der Kommunalwahl am 9. Juni 2024 wurde Eichner mit 79,8 Prozent der Stimmen im Amt bestätigt.

### Wappen
| Wappen von Mettenheim | Blasonierung: „In Silber eine nach schräglinks aufsteigende Vogelklaue.“ |
| Wappen von Mettenheim | Wappenbegründung: Dieses Bild zeigt das älteste Mettenheimer Gerichtssiegel (Abdruck von 1574 und 1588) und das inschriftlich auf 1624 datierte S(IGEL) M(ETTENHEIM) (Abbildung und Beschreibung bei Menninger, der es aus dem Adlerwappen der Ortsherren, der Grafen von Leiningen, erklärt). Es erscheint eine Deutung als eigenständiges Ortszeichen im Hinblick auf Parallelfälle (Griesheim, Groß-Zimmern, Guntheim, Undenheim) wahrscheinlicher. Dieses Wappen wurde der Gemeinde 1929 amtlich neu verliehen. |

### Gemeindepartnerschaften
Partnerschaften bestehen mit der Gemeinde Mettenheim in Bayern sowie mit der Gemeinde Pupillin in Frankreich.

## Kultur und Sehenswürdigkeiten

### Bauwerke
2007 wurde unter der evangelischen Kirche die Gruft der Grafen von Wartenberg nach der Renovierung für die Öffentlichkeit zugänglich gemacht. Für die Kirche hatte 1921 Professor Otto Linnemann aus Frankfurt Glasfenster geschaffen
Siehe auch: Liste der Kulturdenkmäler in Mettenheim

## Wirtschaft und Infrastruktur

### Wirtschaft
Etwa die Hälfte der landwirtschaftlichen Nutzfläche von 540 Hektar sind in Mettenheim mit Reben bestockt. Die Weinberge liegen windgeschützt in Hangterrassen des Wonnegaus. 34 Vollerwerbsbetriebe leben vom Weinbau. Mettenheim liegt im Bereich Nierstein des Weinbaugebiets Rheinhessen und führt die Lagebezeichnungen: Michelsberg, Schloßberg und Goldberg. An den Berghängen gibt es noch viele alte Hohlwege die einen besonderen Lebensraum für seltene Pflanzen und Tiere bieten.

### Verkehr

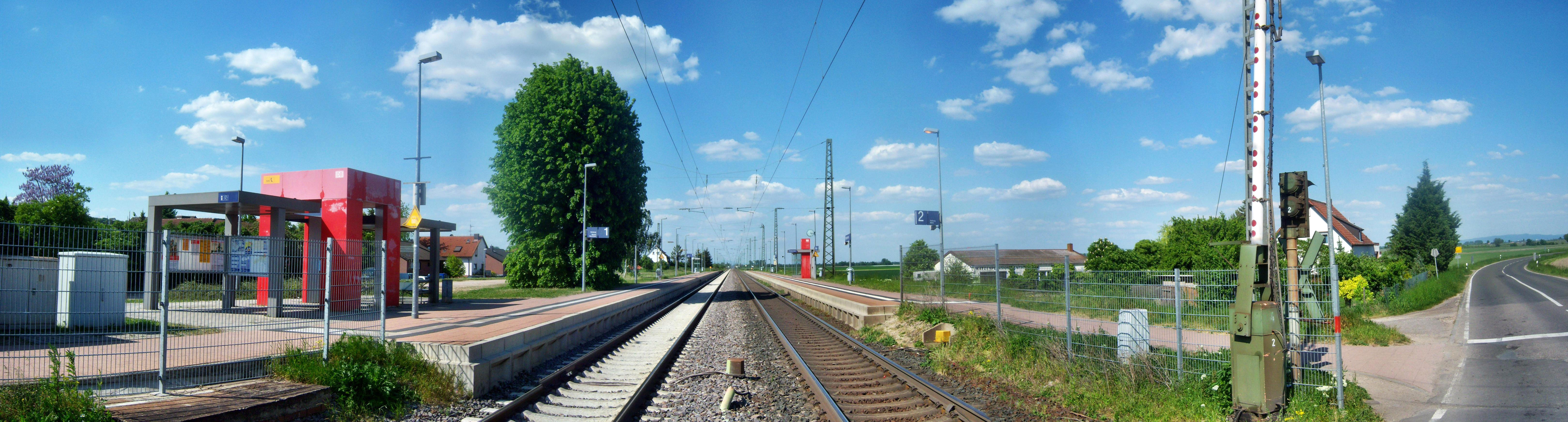
Der Haltepunkt Mettenheim

In unmittelbarer Nähe der Gemeinde verläuft die Bundesstraße 9, die Ludwigshafen am Rhein mit Mainz verbindet.
Mettenheim hat einen Haltepunkt an der Strecke Mainz–Mannheim. Er wurde 1853 noch als Bahnhof zusammen mit der Stammstrecke der Hessischen Ludwigsbahn eröffnet. 1899 wurde hier  ein elektrischer, automatischer Streckenblock installiert. Den Haltepunkt bedient heute (2021) im 30/60-Minuten-Takt die S 6 der S-Bahn RheinNeckar nach Mainz und Mannheim.

## Persönlichkeiten
- Jacob Best, Sr. (* 1786 Mettenheim – † 1861); Gründer der Pabst Brewing Company in Milwaukee, Wisconsin[16]
- Familien Kolb von Wartenberg in Mettenheim, mit  Stammsitz Burg Wartenberg bei Kaiserslautern:

1. Johann Kasimir Kolb von Wartenberg (1643–1712) errichtete 1707 Residenz in Mettenheim nach der Zusammenfassung der Einzelgüter zur Grafschaft, ⚭ 22. März 1696 Anna Katharina Rickers (* 12. Januar 1670 Gelderland, † 19. März 1734), Reichsgräfin ab 1699, sechs Kinder[17].
  1. Friedrich Kasimir Kolb von Wartenberg (* 9. Januar 1697 Berlin, † 19. Oktober 1719 Frankfurt am Main), Rittmeister.
  2. Kasimir Kolb von Wartenberg III. (1699–1772), ⚭ 11. Februar 1724 Maria Sophie Wilhelmine Eleonore von Solms-Rödelheim (* 4. Juli 1698 Frankfurt, † 1. Oktober 1766 Mettenheim), vier Kinder.
    1. Friedrich Karl Kolb von Wartenberg (* 3. April 1725, † 8. Mai 1784), Obrist der Infanterie, Generalpostmeister 1772–1784, ⚭ 28. Dezember 1751 Carolina Polixena von Leiningen-Dagsburg-Hardenburg (* 4. Juli 1728, † 1782), fünf Kinder.
      1. Ernst Ludwig Kolb von Wartenberg (* 14. Oktober 1752, †  10. März 1818 Rot an der Rot), regierender Reichsgraf von Wartenberg-Roth, bayerischer Generalleutnant, Generalpostmeister 1784–1792, letzter männlicher Nachkomme; vererbte 1793 nach der Mettenheimer Schlosszerstörung 1792 durch französische Revolutionstruppen den Besitz an seine Verwandten Erbach-Erbach, 1804 Plünderung durch Einheimische.
      2. Charlotte Luise Polixena Kolb von Wartenberg (* 27. November 1755, † 20. Mai 1844), ⚭ 1785 Franz I. Graf zu Erbach-Erbach (seine II. Ehe) (* 29. Oktober 1754 Erbach (Odenwald), † 8. März 1823 Erbach (Odenwald)), Kunstsammler.
      3. Christina Eleonore Kolb von Wartenberg (* 10. Februar 1757, † 14. Februar 1763)
      4. Christina Maria Luise Kolb von Wartenberg (* 5. August 1758, † 5. September 1821), ⚭ Moritz Gustav Adolf von Salm-Kyrburg (* 27. September 1761, † 17. Februar 1813)
      5. Karoline Luise Kolb von Wartenberg (* Juli 1762, † 12. Februar 1763)